# Leonia
Leonia ist eine Stadt im Bergen County, New Jersey, USA. Das U.S. Census Bureau hat bei der Volkszählung 2020 eine Einwohnerzahl von 9.304 ermittelt.

## Geographie
Die geographischen Koordinaten der Stadt sind 40°51'48" nördliche Breite und 73°59'18" westliche Länge.
Nach den Angaben des United States Census Bureaus hat die Stadt eine Gesamtfläche von 4,2 km2, wovon 3,9 km2 Land und 0,3 km2 (7,41 %) Wasser ist.

## Geschichte
Der National Park Service weist für Leonia drei Bauwerke im National Register of Historic Places (NRHP) aus (Stand 28. November 2018).

## Demographie
Nach der Volkszählung von 2000 gibt es 8.914 Menschen, 3.271 Haushalte und 2.436 Familien in der Stadt. Die Bevölkerungsdichte beträgt 2.279,3 Einwohner pro km2. 65,74 % der Bevölkerung sind Weiße, 2,27 % Afroamerikaner, 0,09 % amerikanische Ureinwohner, 26,06 % Asiaten, 0,01 % pazifische Insulaner, 3,20 % anderer Herkunft und 2,64 % Mischlinge. 12,73 % sind Latinos unterschiedlicher Abstammung.
Von den 3.271 Haushalten haben 36,7 % Kinder unter 18 Jahre. 61,5 % davon sind verheiratete, zusammenlebende Paare, 9,5 % sind alleinerziehende Mütter, 25,5 % sind keine Familien, 22,1 % bestehen aus Singlehaushalten und in 10,3 % Menschen sind älter als 65. Die Durchschnittshaushaltsgröße beträgt 2,72, die Durchschnittsfamiliengröße 3,20.
24,6 % der Bevölkerung sind unter 18 Jahre alt, 5,9 % zwischen 18 und 24, 29,0 % zwischen 25 und 44, 26,9 % zwischen 45 und 64, 13,7 % älter als 65. Das Durchschnittsalter beträgt 40 Jahre. Das Verhältnis Frauen zu Männer beträgt 100:92,7, für Menschen älter als 18 Jahre beträgt das Verhältnis 100:87,7.
Das jährliche Durchschnittseinkommen der Haushalte beträgt 72.440 USD, das Durchschnittseinkommen der Familien 84.591 USD. Männer haben ein Durchschnittseinkommen von 55.156 USD, Frauen 38.125 USD. Der Prokopfeinkommen der Stadt beträgt 35.352 USD. 6,5 % der Bevölkerung und 5,0 % der Familien leben unterhalb der Armutsgrenze, davon sind 9,0 % Kinder oder Jugendliche jünger als 18 Jahre und 1,8 % der Menschen sind älter als 65.

## Sport
Am 20. Mai 1923 stellte Elizabeth Stine in Leonia mit 1,485 m den Weltrekord im Hochsprung der Frauen auf.

## Persönlichkeiten

### Söhne und Töchter der Gemeinde
- Frank C. Osmers (1907–1977), Politiker, Mitglied des US-Repräsentantenhauses
- Lewis S. Ford (1933–2018), Philosoph und Theologe
- David Mansfield (* 1956), Komponist
- Dan Colen (* 1979), Bildhauer, Graffiti- und Installationskünstler

### Sonstige Persönlichkeiten
- Der estnische Staatspräsident Toomas Hendrik Ilves (* 1953) wuchs in Leonia auf und besuchte dort die Leonia Highschool.